# のうけん
『のうけん』は、長田亜弓による日本の漫画。『月刊IKKI』（小学館）に2014年2月号から同年11月号をもって休刊するまで連載された。単行本は全1巻が小学館（IKKI COMIX）から刊行されている。

## あらすじ
学校で超能力を使ったことで周囲に誤解され、孤立した過去がある女子高生遠藤ちあき。超能力研究同好会（通称のうけん）の存在を知ったちあきは、その部活がある岡留斗女子高校（オカ女）へ転校する。
同じ能力を持つ仲間がいると期待に胸膨らませ、部室の扉を開けるが、会長の高田純をはじめとしたメンバーのあくの強さに圧倒される。面々は部活らしいことはしない。さらに部室のロッカーには謎の異生物が閉じ込められていた。
理想と現実のギャップに戸惑う中、ちあきの期待と不安の入り混じった日々が始まる。

## 登場人物
遠藤ちあき（えんどう ちあき）
主人公。のうけんに入るため転校してきた女子高生。能力は念力。特に興奮したとき、いねむりした時に発動する。
以前通った学校で自殺を食い止めようと能力を使ったことで孤立した過去があるが、それでも困った人を放っておけない性格。
高田純（たかだ じゅん）
のうけん会長。高校2年生。能力は情報操作（ESP）。触れた相手の考えがわかったり、強制的に相手に情報を送ることができる（ただし体が浮いた相手には無効でちあきには効かなかった）。血液型はO型。
実は能力を使い、周囲に自分を女子だと思わせて女子高に通う男子。ちあきに自分の正体をばらしたのは、すごく言いたかったから。
柿原聖子（かきはら せいこ）
のうけんに最初に入ったメンバー。2年A組。能力は治癒。人以外にも、壊れた物も治せる。
温厚ときどき過激。偏食気味。
難波エミ（なんば エミ）
メンバーの一人。能力は念力だが、ちあきとはタイプが異なる。2年C組。ギャル。明るく世話焼きな性格。
女子高生ながらバツイチで子持ち。娘の名前は茶萌天（ティモテ）で学校ぐるみで子育てしている。帝王切開は名誉の負傷。
新井ひな（あらい ひな）
のうけん顧問。部活中は「ひなちゃん」とよばせて後輩キャラになりきっている。超能力は持っていない。
肉食系30代女子。
ぽぽたん
部室のロッカーに監禁中の謎の異生物。のうけんメンバーたちに超能力を与えたらしい。
足しか見えないので、本当の姿や正体は謎。一人称は「ボク」なのでオス（?）。自分の目的（世界を救うためらしい）のためにメンバーに協力を仰ぐが相手にされず、そのため超能力を使わせようと校内でトラブルを起こしている。
名前はちあきが命名。語尾は「〜ポ」。

## 書誌情報
- 長田亜弓 『のうけん』小学館〈IKKI COMIX〉、全1巻
  1. 2014年9月30日発売、ISBN 978-4-09-188665-1